# Pseudegnatius reyneckei
Pseudegnatius reyneckei är en insektsart som beskrevs av Vitaly Michailovitsh Dirsh 1956. Pseudegnatius reyneckei ingår i släktet Pseudegnatius och familjen gräshoppor. Inga underarter finns listade i Catalogue of Life.